# ダブル・ベース・ドラム

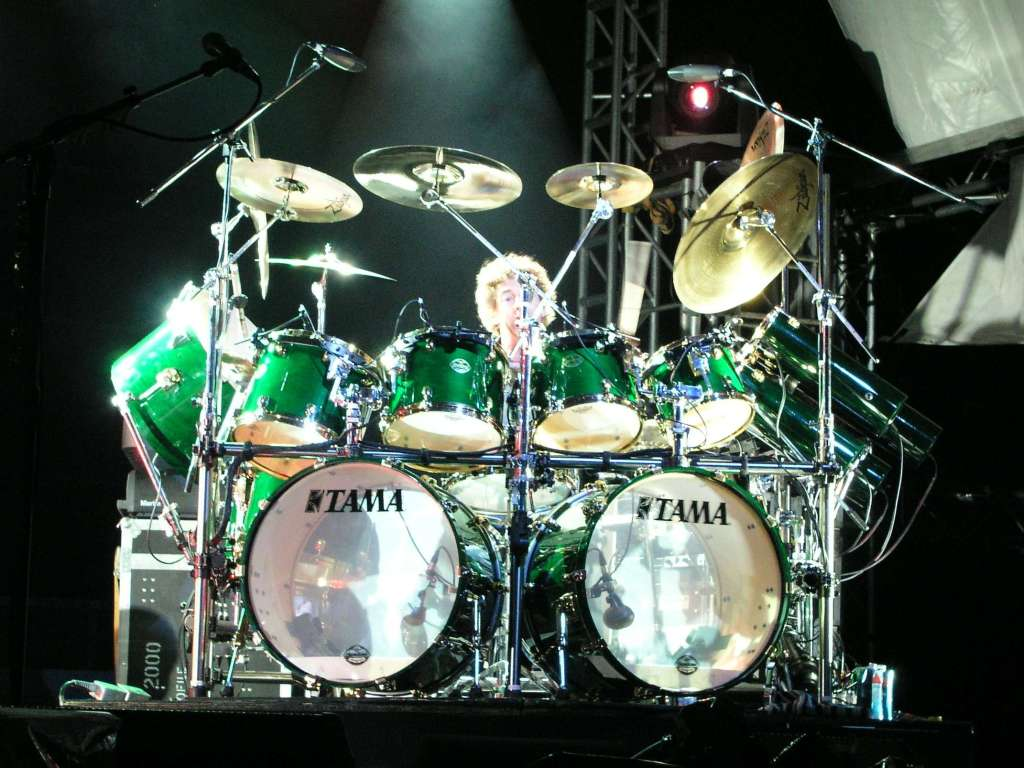
サイモン・フィリップスのダブル・ベース・ドラムセット

ダブル・ベース・ドラム（英: Double bass drum）とは音楽(主にポピュラー音楽)においてベースドラムが2個セッティングされたドラムセットやその状態、または、それを用いた演奏技法を指す。ツー・バスとも呼ばれることがあるが、これは和製英語である。

## 概要
ダブルベースドラムは主にハードロックやヘヴィメタルで使用され、特に速いテンポが特徴のスラッシュメタルや、ブラストビートを多用するデスメタルなどでは殆どがダブルベースドラムである。だがそれらの音楽ジャンルのドラマーにも、樋口宗孝などの様にシングルベースドラムに拘りを持つドラマー、ジェイソン・ルロなどの様にダブルペダルを使うドラマー、ニコ・マクブレインの様にシングルベースドラムでダブルベースドラム並みのプレイをするドラマーもいる。ポップス界では使用される事が多いとは言えず、またドラムマシンや打ち込みを多用し、生ドラムを使用すること自体が希であるテクノ・ミュージックでは用いられる事は少ないが、改訂期P-MODELにおける上領亘など、少なからずダブルベースドラムセッティングを行うドラマーは存在する。
主にダブルベースドラムを使用する目的は「シングルベースドラムでは不可能な連打を可能にするため」や「それぞれ違う口径の物を使用し、対応力を高めるため」などがある。また、前者は演奏者の好みやスペースの関係でダブルベースドラムに出来ない場合にダブルペダルという特殊なペダルを使用することで実現が可能である。特例として「シングルベースドラムであっても演奏可能だが、ダブルベースドラムを使用することでより正確さを高めるため」という理由もある。
シングルベースドラムの場合、ベースドラムを正面にセットすることが多いが、ダブルベースドラムのセッティング形体はベースドラムを八の字型にセットすることが一般的である。また、近年では、「ダブルベースドラムは場所をとる」、「大きなベースドラムを2個並べると、タムの位置が高くなり、手が届かなくなる」など諸々の理由でダブルベースドラムからシングルベースドラム+ダブルペダルに転向するドラマーが増えてきている。

## 起源
初めて1つのドラムセットに2つのベースドラムをセッティングしたのは、ジャズドラマーのルイ・ベルソンであると言われている。ルイ・ベルソンのアイディアをロックに持ち込んだ最初の人物はジャズ出身の元クリームのドラマー、ジンジャー・ベイカーである。また、彼とほぼ同時期に活動していたカーマイン・アピスもロックにダブルベースドラムを取り入れたとされる人物である。現在ではジャズでダブルベースドラムを用いる事は少ない。サイモン・フィリップスがその少ないうちの一人であるが、彼はロックドラマーでもある。

## トリプル・ベース・ドラム
文字通り、ドラムセットにベースドラムを3個セッティングすることである。ダブルベースドラムとの意義的相違はベースドラムの個数のみだが、使用者の意図は大きな相違が生じる場合がある。主にトリプルベースドラムを使用する者はダブルベースドラムの利点である連打のためだけではなく「純粋にそのベースドラムの音が欲しい」という理由がある。また、単にダブルベースドラムを発展させて、トリプルベースドラムにしたという者もいる。元ドリーム・シアターのマイク・ポートノイやJanne Da Arcのドラマーのshujiである。マイク・ポートノイの場合は、それぞれ独立したダブルベースドラムのセットとシングルベースドラム(ダブルペダル)のセットを隣合せて並べているもので、スローンは2つある。ライブでは曲に応じてセット間を移動し叩き分けていた。shujiは26インチのベースドラムを2個とは別に、リズムを刻むためやアクセントを付けるための20インチのベースドラムをセットしている。また、別の例としてLUNA SEAの真矢はかつて3つ全て異口径の物にしてパターンごとに使い分けていた。また、個人にもよるが、トリプルベースドラムの場合、ダブルベースドラムとセッティング形体が違う場合がある。真矢は3つ、村上“ポンタ”秀一は4つのベースドラムを一直線上に並べている。またshujiの様に2つのベースドラムを八の字にセットし、更に（shuji側から見て）右側のベースドラムの奥にもう1つのベースドラムをセットする（リモートベースドラム）ドラマーもいる。
極端な例を出すと、テリー・ボジオは最大で8つものベースドラムを使用する。テリー・ボジオの場合は「アコースティックドラムによるメロディ演奏」によるソロパフォーマンスが彼のスタイルとなっており、音程を合わせてチューニングした大小さまざまなバスドラムと複数のハイハットによりフレーズを構築するために、｢ベースライン｣の一部として多数のベースドラムを必要とする訳である。その為、足元にはベースドラム用のみならずハイハット、その他パーカッションを鳴らすための大量のペダルボードが自身を取り囲むように並ぶことになる。

## ダブルベースドラム（トリプルベースドラム）+ダブルペダル
ダブルベースドラム演奏者が時折ダブルベースドラムにダブルペダルを用いることがある。ダブルペダルはシングルベースドラムでダブルベースドラムと同様の効果を得るための物だが、それがダブルベースドラムに応用される場合がある。1つのベースドラムにのみ用いる場合もあれば、2つとも、ダブルペダルを用いる場合もある。前者は主に1つをリズムを刻むために、もう1つは連打用と使い分けていることもある。後者の場合はそれぞれのベースドラムが異口径であれば、対応力が高まる他、それぞれのベースドラムで連打することが可能になる。DIR EN GREYのShinyaはダブルベースドラム＋ダブルペダルであり、曲によってダブルベースドラムの連打、ダブルペダルでの連打を使い分けている。
ダブルベースドラムと普通のペダルを使った時と、シングルベースドラムでダブルペダルを使った時では微妙ではあるが、演奏に違いが出る。ダブルベースドラムと普通のペダルを使った時は2つのベースドラムを交互に叩くため、それぞれのベースドラムのサステインをミュートせずに、演奏することができるが、シングルベースドラムでダブルペダルを使う際は、1つのベースドラムに2つのビーターで叩くため、否が応でもベースドラムのサステインがミュート気味の演奏になってしまう。